# Красное (Хунзахский район)
Красное или Красное Село, — село в Хунзахском районе Дагестана. Входит в состав сельского поселения Хариколинский сельсовет. Анклав на территории Кумторкалинского района.

## Географическое положение
Село расположено в 20 км к северо-востоку от города Кизилюрт, на Присулакской низменности, на территории Кумторкалинского района.

## История
Село образовано на месте кумыкского кутана — Аксай-кутан. Указом Президиума Верховного Совета ДАССР от 23.02.1972 года на территории Кизилюртовского района на землях закрепленных за колхозом «Красный партизан» зарегистрирован новый населённый пункт Красное село.

## Население
| 1939 | 1970 | 1989 | 2002 | 2010 | 2021 |
| ---- | ---- | ---- | ---- | ---- | ---- |
| 63   | ↗281 | ↗332 | ↗583 | ↘524 | ↗594 |

По данным Всероссийской переписи населения 2010 года — моноэтничное аварское село.